# Carlo Domenici

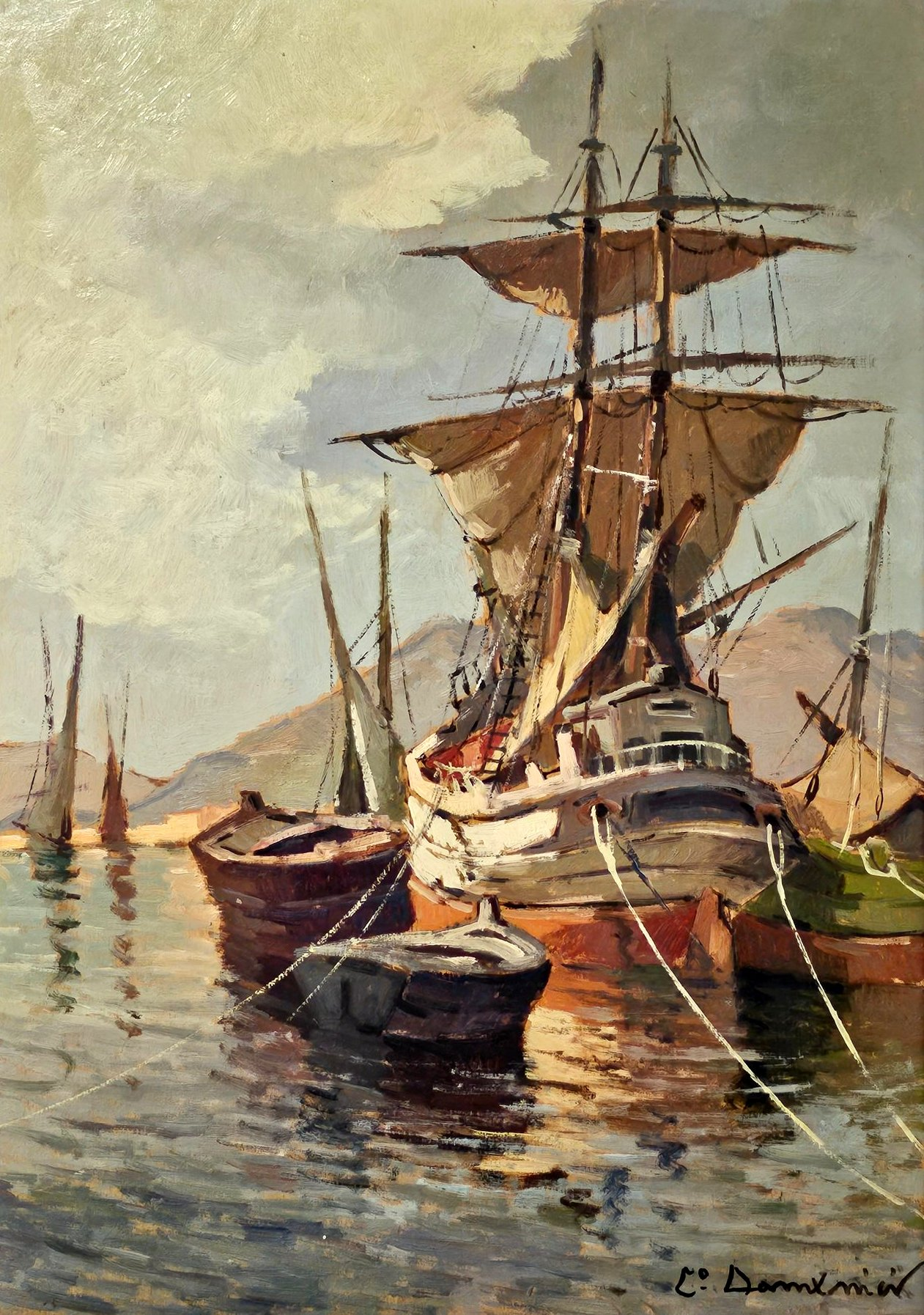
"Veliero" (circa 1940-1950)

Carlo Domenici (Livorno, 18 marzo 1897 – Portoferraio, 29 giugno 1981) è stato un pittore italiano.

## Biografia
Carlo Domenici nasce a Livorno il 18 marzo 1897; il padre Cesare, marmista di professione, suonava nella Filarmonica, dal celebre compositore Pietro Mascagni
Il giornalista e poeta Giosuè Borsi, amico di famiglia, lo convinse ad intraprendere il percorso artistico. Si iscrisse all'Accademia di belle arti di Firenze, dove si avvicinò allo stile dei macchiaioli.
Nel 1913, Domenici realizza il primo dipinto (Figura di Bambina) ed espone alla Mostra della Secessione, alla Società Amatori e Cultori di Belle Arti di Roma. Nel 1917, il compositore Pietro Mascagni, acquista un suo quadro Venezia Livornese. Si sposa a soli 18 anni con Bianca. Entra nel Gruppo Labronico, partecipando alle varie mostre con gli altri associati; nel 1979 alla morte di Renato Natali ne diventerà presidente, mantenendo questa carica fino alla sua morte, sopraggiunta nel 1981.
Nel primo periodo realizza numerose "tavolette di macchia", con la caratteristica di essere firmate prima nel colore con la coda del pennello, e poi con il lapis in basso o in alto. Nel 1924 espone a Milano 40 opere e sempre lo stesso anno è presente alla Quadriennale d'Arte di Roma, nel 1926 all'Esposizione dell'America del Sud e alla Biennale Internazionale d'Arte di Venezia.
Tra le mostre all'estero, si ricorda quella all'Internazionale di Tokio e la personale a Manila. Nel 1933 si reca per la prima volta all'Isola d'Elba per dipingere; vi ritorna frequentemente dopo la seconda guerra mondiale. Nel 1950 espone alla Mostra di Cinquant'anni di Pittura Toscana a Firenze, nel 1957 all'Esposizione Nazionale Maschio Angioino.

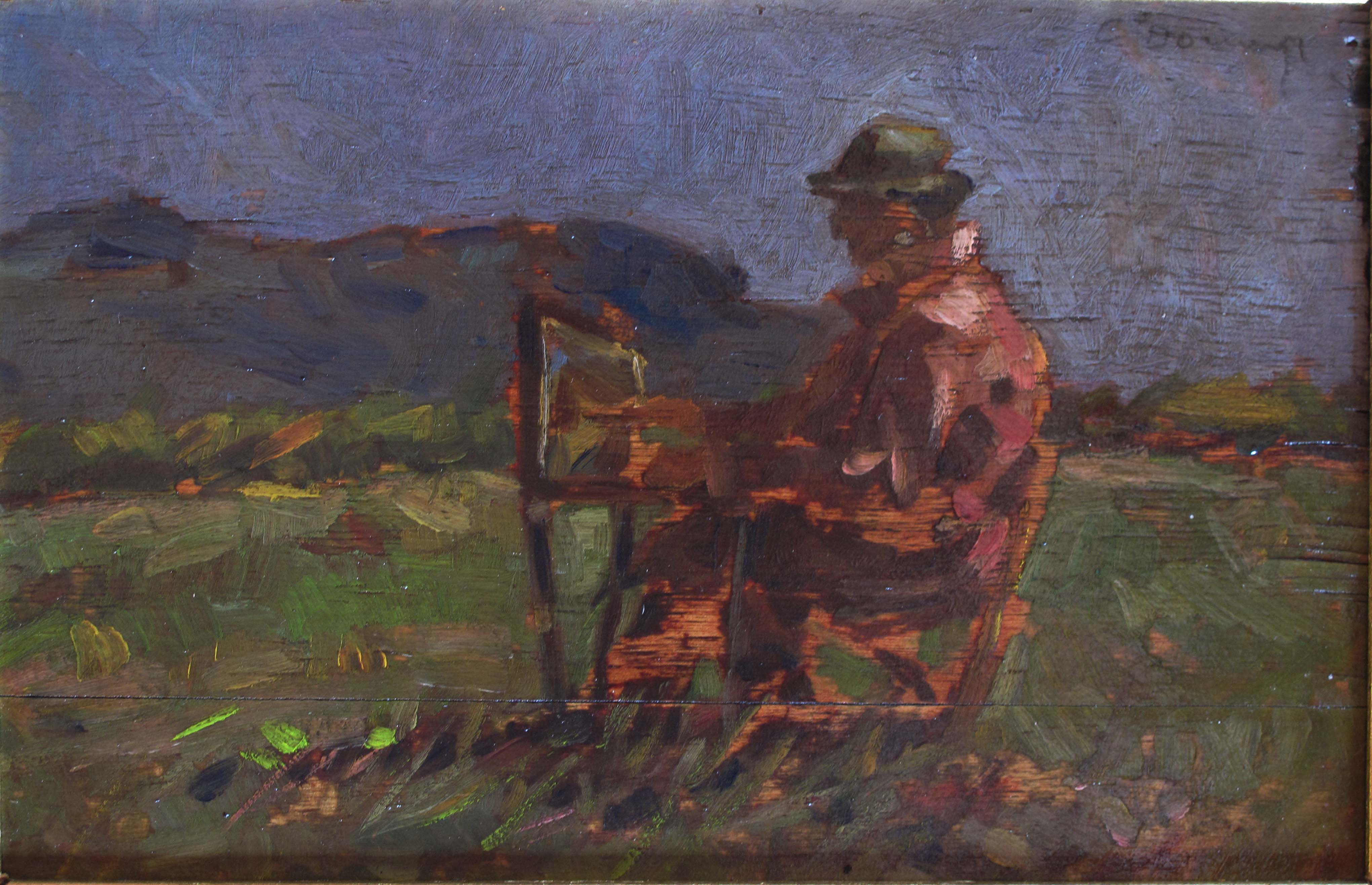
Carlo Domenici En Plein Air

Carlo Domenici, ideatore e fondatore del Gruppo Artisti Elbani nel 1946, istituisce nella località di Portoferraio il Premio Llewelyn Lloyd in memoria del pittore che all'Elba visse e dipinse per molti anni.
Verso la metà degli anni Cinquanta conosce Raffaello Scarselli, che acquista alcuni suoi quadri. Scarselli curerà poi nel 1975 il primo volume monografico su Domenici.
Si interessa anche di politica, ricoprendo la carica di consigliere comunale del Comune di Portoferraio. Il 9 maggio 1978 muore la seconda moglie Plava Cioni, sposata nel 1975 dopo una lunga convivenza, madre del figlio Claudio che diverrà anche lui pittore con il nome d'Arte di Claudio da Firenze.

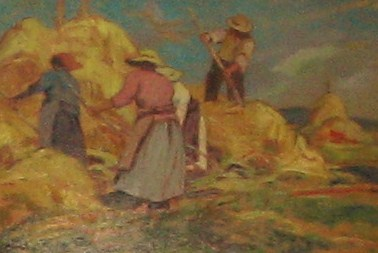
Carlo Domenici, Contadini al lavoro, 1927

Scrive Piero Caprile: «l'originalità di Domenici è nella percezione viva delle immagini, delle idee, dei sentimenti e dei sospiri che si alternano nel tempo e nella comunità, senza che ne difetti il lessico della panoramica d'insieme, nei movimenti pittorici di prospettiva e studiando il comportamento della natura nella sua genesi».